# لینکلیترز
لینکلیترز (به انگلیسی: Linklaters LLP) یک شرکت حقوقی چند ملیتی است که دفتر مرکزی آن در لندن انگلستان واقع است. این شرکت در سال ۱۸۳۸ بنیان‌گذاری شد و عضو گروه حلقه جادو که متشکل از شرکت‌های بزرگ حقوقی است می‌باشد. در حال حاضر این شرکت حدود ۲۶۰۰ وکیل در ۲۹ شعبه خود در ۲۰ کشور دارد.
در سال ۲۰۱۳ درآمد شرکت لینکلیترز ۱٫۱۹۵ میلیارد یورو بود که سهم هر شریک شرکت از سود آن ۱٫۳۱۳ میلیون یورو (۲٫۱۶ میلیون دلار) می‌باشد. این شرکت جزو شش شرکت برتر حقوقی دنیاست و بیشترین سود را داراست. در انگلستان در بسیاری از زمینه‌های حقوقی لینکلیترز بهترین است که میان آنها می‌توان به مالکیت و ادغام شرکت‌ها، بازار سرمایه، بانکداری و امور مالی اشاره کرد. لینکلیترز در میان شرکتهای حقوقی بیشترین تعداد مشتری را از ۱۰۰ شرکت برتر انگلستان دارد. در سال ۲۰۱۲ لینکلیترز به عنوان سومین برند برتر حقوقی دنیا در شاخص برندهای برتر جهانی انتخاب شد.
سایمون دیویس از سال ۲۰۰۸ به عنوان شریک مدیریتی در لینکلیترز فعالیت دارد.

## دفاتر
لینکلیترز در لندن تأسیس شده و همچنان دفتر مرکزی آن در این شهر مستقر است. در سال ۲۰۱۳ این شرکت ۲۹ شعبه در ۲۰ کشور داشت و خدمات خود را در آسیا، خاورمیانه، آمریکای شمالی، آمریکای جنوبی و اروپا ارائه می‌دهد.